# Ниуафооу
Ниуафооу (тонг. Niuafo'ou) — остров в группе Ниуас архипелага Тонга (англ. Good Hope island) (Королевство Тонга). Исторические названия острова — остров Доброй Надежды и Тин-Кэн (англ. Tin Can island). Самый северный остров Королевства Тонга. Расположен в 337 км к северо-западу от островов Вавау и в 640 км к северу от Тонгатапу.

## География
Ниуафооу — вулканический остров площадью 50,27 км². Высшая точка острова достигает высоты 250 м (недалеко от места по названию Мокоту). На Ниуафооу есть два пресноводных озера. Самое крупное — Ваи-Лахи (расположено в кратере вулкана). В нём имеется три маленьких островка. Второе озеро — Ваи-Сии (или Ваи-Матаахо). Ниуафооу покрыт густым лесом. В северной части острова, на высоте 40 метров НУМ располагается аэропорт.

## История
Остров был открыт голландскими путешественниками Якобом Лемером и Виллемом Схаутеном в 1616 году, которые назвали его островом Доброй Надежды.
На острове было отмечено несколько вулканических извержений. В XIX веке они произошли в 1814, 1853, 1867, 1886 и 1887 годах. Извержение 1853 года полностью уничтожило поселение Ахау (погибло 25 человек). Извержения 1912 и 1929 года уничтожили поселение Футу. В декабре 1946 года с острова на Эуа было эвакуировано 1300 жителей, и до 1958 года Ниуафооу был необитаем. Последнее извержение было зарегистрировано в 1985 году.

## Население
В 2006 году численность населения Ниуафооу составляла 646 человек. Все поселения расположены в северной и южной частях острова. На Ниуафооу действует аэродром.